# Gehirntraining (Computerspiel)
Gehirntraining (engl. Brain Challenge) ist ein Computerspiel des Unternehmens Gameloft, das als System zum Steigern des eigenen Denkvermögens ursprünglich für Mobiltelefone und iPods entwickelt wurde.
Nach der Erstveröffentlichung im September 2006, folgten Anfang 2008 Versionen für Nintendo DS, Xbox Live Arcade und N-Gage 2.0. Die Version für XBLA kletterte unmittelbar nach der Veröffentlichung sofort auf Platz eins der Verkaufscharts.

## Spielprinzip
Das Spiel ist in vier kognitive Kategorien gegliedert: Logik, Mathe, Visuell, und Merken. Die Rätsel können in drei Schwierigkeitsstufen gespielt werden und ein „digitaler Coach“ gibt Feedback über persönliche Stärken und Schwächen.
Die Version für Xbox Live Arcade bietet eine spezielle fünfte Kategorie Kreativität.

### Spielmodi
Gehirntraining bietet grundsätzlich zwei verschiedene Spielmodi:
- Täglicher Test: Der Schwierigkeitsgrad der Rätsel richtet sich nach dem Können des Spielers.
- Trainingsraum: Erlaubt dem Spieler die individuelle Auswahl der Kategorien und des Schwierigkeitsgrades.

Die XBLA und Nintendo DS Versionen, sowie Teil 2 fürs Handy: „Gehirntraining Vol. 2 Stress Manager“ bieten zusätzlich:
- Kreativ-Modus: Ein entspannter Test der eigenen Kreativität.
- Stress-Modus: Ein herausfordernder Modus, in dem der Spieler durch nervige Geräusche und visuelle Eindrücke in eine Stress-Situation versetzt wird.
- Brain charts: Detaillierte Statistiken zu den bisher erbrachten Gehirnleistungen.

### Multiplayer
Die Nintendo-DS-Version unterstützt bis zu drei Spieler über WLAN, die Adaption für Xbox Live Arcade lässt sich offline und online Xbox Live mit bis zu vier Leuten spielen, die XBLA-Plattform bietet außerdem Bestenlisten für das Spiel an.